# Сангалюш
Сангалюш (порт. Sangalhos; МФА: [sɐ̃.ˈga.ʎuʃ]) — парафія в Португалії, у муніципалітеті Анадія. Розташована в західній частині країни, на теренах історичної португальської провінції Бейра. Входить до складу округу Авейру. За адміністративним поділом, чинним до 1976 року, терени парафії були складовою провінції Берегова Бейра. Належить до Авейрівської діоцезії Католицької церкви. Патрон — святий Вікентій. Площа — 16,9042 км². Населення — 4068 ос. (2011). Середньо урбанізований регіон. Густота населення — 240,65 осіб/км²
. Код — 010309.

## Географія

Анадія (2013)
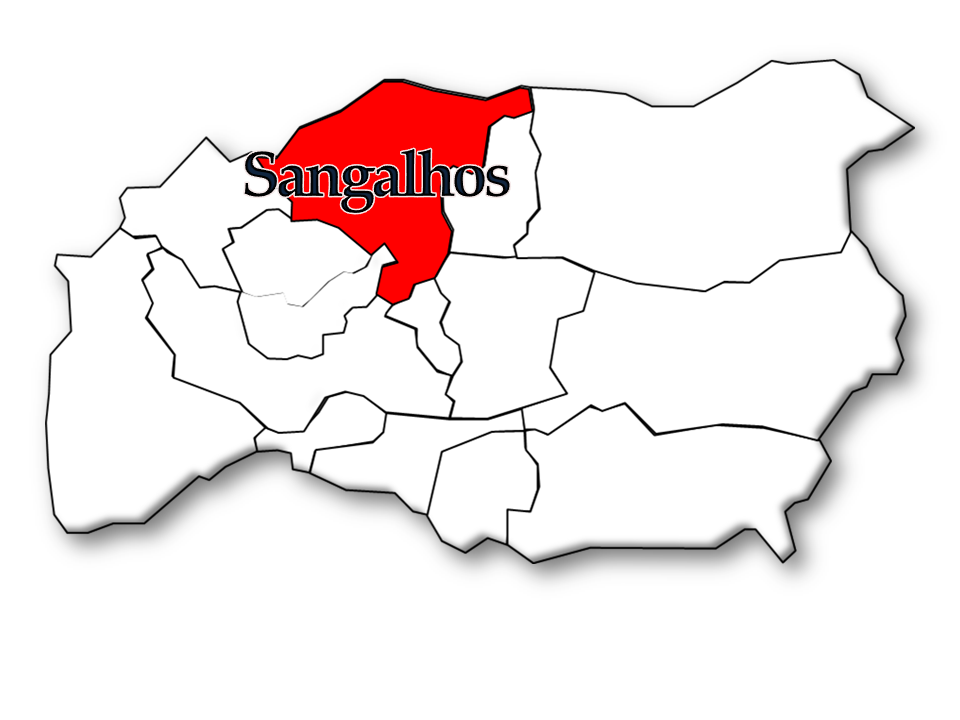
Сангалюш

## Населення
| Кількість мешканців | Кількість мешканців | Кількість мешканців | Кількість мешканців | Кількість мешканців | Кількість мешканців | Кількість мешканців | Кількість мешканців | Кількість мешканців | Кількість мешканців | Кількість мешканців | Кількість мешканців | Кількість мешканців | Кількість мешканців | Кількість мешканців |
| ------------------- | ------------------- | ------------------- | ------------------- | ------------------- | ------------------- | ------------------- | ------------------- | ------------------- | ------------------- | ------------------- | ------------------- | ------------------- | ------------------- | ------------------- |
| 1864                | 1878                | 1890                | 1900                | 1911                | 1920                | 1930                | 1940                | 1950                | 1960                | 1970                | 1981                | 1991                | 2001                | 2011                |
| 2.293               | 2.371               | 2.659               | 2.610               | 2.932               | 3.179               | 2.586               | 2.910               | 3.160               | 3.385               | 3.155               | 4.132               | 3.859               | 4.350               | 4.068               |